# Reneta
Jabłoń domowa 'Reneta' z franc. reinette (prawdopodobnie w znaczeniu Królowa Jabłek) – jest to stara grupa odmian uprawnych (kultywar) jabłoni domowej. Owoce są twarde, równomiernie okrągłe. Posiadają charakterystyczny winno-kwaskowaty smak i aromat. Według rzadko obecnie stosowanego systemu klasyfikacji odmian uprawnych Diela - Lukasa z 1856 roku należą do jednej z czterech spośród 15 klas owoców:
Klasa 8:
Bursztynówki. Małe, bardzo regularne, zwykle spłaszczone. Skórka gładka, lśniąca, zwykle jednobarwna z brodawkami i rdzawą siateczką. Miąższ zwięzły, chrupiący. (np. Reneta Fromma)
Klasa 9:
Renety jednobarwne. Owoce regularne, skórka jednobarwna, żółta, gładka, wyjątkowo z czerwonym nalotem. Miąższ wyraźnie renetowanty, soczysty (np. Reneta Landsberska (gorzowska), Reneta Ananasowa, Reneta Oberdiecka)
Klasa 10:
Renety czerwone. Owoce różnego kształtu, z zasadniczą barwą skórki zielonożółtą lub bladożółtą, ale nigdy złotożółtą i z silnym nieco matowym rumieńcem, bez ordzawień. Bardzo wyraźne przetchlinki. (np. Reneta Baumana, Reneta Muszkatołowa)
Klasa 11:
Renety złote. Zasadnicza barwa skórki złotożółta, rumieniec jasny, przetykany rdzawą siateczką, mimo to jednak żywy. Miąższ zwykle żółtawy, aromatyczny. (Reneta Orleańska, Królowa Renet, Reneta Kulona)